# Аброськин, Николай Павлович
Никола́й Па́влович Аброськин (род. 1 января 1951, Армиёво, Пензенская область) — советский и российский военный и государственный деятель, генерал армии (2003), кандидат технических наук. Директор Федерального агентства специального строительства (2004—2011), первый заместитель управляющего делами Президента Российской Федерации (2015—2020).

## Биография
Родился 1 января 1951 года в селе Армиёве Шемышейского района Пензенской области.
С окончанием Мордовского государственного университета имени Н. П. Огарёва и военной кафедры при нём в 1973 году был призван на военную службу, которую проходил в военно-строительных частях Главного управления специального строительства (Главспецстроя) при Министерстве монтажных и специальных строительных работ СССР. Первая офицерская должность — заместитель командира роты по политчасти 841-го военно-строительного отряда. Затем был секретарём комитета ВЛКСМ в 167-м военно-строительном управлении (167 ВСУ).
В 1981 году закончил Московский областной заочный строительный техникум.
В 1980 году был назначен на должность старшего помощника и заместителя начальника отдела кадров 167 ВСУ, в 1981 году (по другим источникам — в 1980 году) — на должность старшего офицера в управлении кадров Главспецстроя, в 1983 году — на должность заместителя начальника, а в 1987 году — на должность начальника управления кадров Главспецстроя.
С июля 1992 года служил в должности заместителя начальника Главного управления специального строительства Российской Федерации, а с декабря 1992 года служил в должности заместителя начальника Федерального управления специального строительства при Правительстве Российской Федерации (ФУСС России), а с 1996 года — в должности 1-го заместителя начальника ФУСС России. Член Коллегии Главного управления специального строительства Российской Федерации (с января 1992 года). Генерал-лейтенант (9.06.1993).
В июне 1997 года на базе ФУСС России была создана Федеральная служба специального строительства России (Росспецстрой), в которой Н. П. Аброськин был назначен на должность 1-го заместителя руководителя Росспецстроя, однако Указом Президента России от 30 апреля 1998 года эта федеральная служба была упразднена. Н. П. Аброськин, продолжая занимать должность 1-го заместителя руководителя, являлся председателем ликвидационной комиссии упразднённого Росспецстроя.
2 марта 1999 года был назначен на должность начальника Федерального управления специального строительства (Спецстроя России), которое было воссоздано 4 февраля 1999 года при Государственном комитете Российской Федерации по строительной, архитектурной и жилищной политике (Госстрое России). Одновременно являлся членом Коллегии Государственного комитета Российской Федерации по строительной, архитектурной и жилищной политике с февраля 1999 года по март 2002 года. В августе 1999 года Федеральное управление специального строительства при Госстрое России было преобразовано в федеральный орган исполнительной власти — Федеральную службу специального строительства при Правительстве Российской Федерации (Спецстрой России).
Был фигурантом уголовного дела, возбуждённого Главной военной прокуратурой по статье 285 Уголовного Кодекса РФ («злоупотребление служебным положением»). Обвинялся в том, что в 1999 году незаконно отдал распоряжение о выделении двухкомнатной квартиры в Москве сыну начальника инспекции Счётной палаты РФ, который проводил проверку подчинённого ему ведомства. Уголовное дело было прекращено по амнистии в 2000 году.
С 18 мая 2000 года назначен на должность директора Федеральной службы специального строительства Российской Федерации (Спецстроя России), преобразованной 17 мая 2000 года из Федеральной службы специального строительства при Правительстве России, и с этого момента ставшей самостоятельным федеральным органом исполнительной власти, подчинённым непосредственно Президенту Российской Федерации.
Указом Президента Российской Федерации от 11 июня 2003 года Николаю Павловичу Аброськину присвоено воинское звание «генерал армии».
После реорганизации Федеральной службы специального строительства Российской Федерации в Федеральное агентство специального строительства (Спецстрой России), 8 апреля 2004 года был назначен на должность его директора.
Указом Президента Российской Федерации от 31 декабря 2010 года был уволен с военной службы.
22 апреля 2011 года освобождён от должности директора Федерального агентства специального строительства.
Советник Министра обороны Российской Федерации (2011—2014).
Депутат Государственной думы VI созыва по спискам партии «Единая Россия» (№ 3 в региональной группе по Удмуртской Республике) с 2011 по ноябрь 2014 года. Член комитета ГД по бюджету и налогам и комиссии ГД по рассмотрению расходов федерального бюджета, направленных на обеспечение национальной обороны, национальной безопасности и правоохранительной деятельности.
31 октября 2014 года назначен заместителем управляющего делами Президента Российской Федерации.
4 июля 2015 года назначен первым заместителем управляющего делами Президента Российской Федерации. Действительный государственный советник Российской Федерации 1 класса (17 мая 2016 г.). Освобождён от должности 29 декабря 2020 года.

## Личная жизнь
Женат. По официальным данным доход вместе с супругой за 2011 год составил 3,3 млн рублей. Семья владеет двумя земельными участками общей площадью 3,7 тыс. квадратных метров, двумя жилыми домами, квартирой и двумя легковыми автомобилями.

## Награды
- Орден «За заслуги перед Отечеством» III степени;
- Орден «За заслуги перед Отечеством» IV степени (25 декабря 2000) — за заслуги перед государством в области строительства и многолетнюю добросовестную службу[24];
- Орден Почёта (30 декабря 2010) — за большой вклад в укрепление обороноспособности страны и многолетнюю добросовестную службу[25][26]
- Орден «За службу Родине в Вооружённых Силах СССР» 2 и 3 степеней;
- Медаль Столыпина П. А. I степени (22 декабря 2020) — за многолетнюю плодотворную государственную деятельность[27];
- Почётный знак «За выдающиеся заслуги и личный вклад в области химического разоружения» (2007)[28];
- 21 медаль.

Звания
- Кандидат технических наук;
- Почётный строитель Российской Федерации;
- Почётный гражданин Пензенской области (3 сентября 2004)[29];
- Почётный гражданин Удмуртской Республики (10 февраля 2015) — за большой личный вклад в социально-экономическое развитие Удмуртской Республики[30].